# Dagmara Wozniak
Dagmara Wozniak (Woźniak) (ur. 1 lipca 1988 we Wrocławiu) – amerykańska szablistka polskiego pochodzenia, medalistka mistrzostw świata. Olimpijka z Londynu (2012).

## Życiorys
Do USA wyjechała z Polski w 1990, razem z rodzicami. Szermierkę trenuje od 9 roku życia, a jej pierwszym trenerem był Janusz Młynek. Jest zawodniczką Manhattan Fencing Center, gdzie trenuje ją Yury Gelman.
Jako juniorka była drużynową mistrzynią świata w 2006, drużynową wicemistrzynią świata w 2008 oraz brązową medalistką w drużynie w 2007.
Była rezerwową drużyny amerykańskiej na igrzyskach olimpijskich w Pekinie (2008), ale nie wystąpiła w żadnym spotkaniu. Na igrzyskach olimpijskich w Londynie (2012) zajęła ósme miejsce w turnieju indywidualnym. Podczas igrzysk w Rio de Janeiro w 2016 roku reprezentantki USA w składzie: Ibtihaj Muhammad, Dagmara Wozniak, Mariel Zagunis i Monica Aksamit wywalczyły brązowy medal drużynowo. Indywidualnie zajęła tym razem 24. miejsce. Brała też udział w igrzyskach olimpijskich w Tokio, zajmując 6. miejsce drużynowo i 25. indywidualnie.
Na mistrzostwach świata w Katanii (2011) zdobyła brązowy medale w turnieju drużynowym. W tej samej konkurencji zdobyła także złoto na mistrzostwach świata w Kazaniu (2014) oraz brązowe podczas mistrzostw świata w Kijowie (2012), mistrzostw świata w Budapeszcie (2013) i mistrzostw świata w Moskwie (2015). Indywidualnie zajmowała miejsca: 24. (MŚ 2007), 51. (MŚ 2009), 19. (MŚ 2010) i 12. (MŚ 2011), a w pozostałych startach drużynowych: 7. (MŚ 2007), 6. (MŚ 2009), 4. (MŚ 2010).
Zdobyła również złoty medal w szabli drużynowej na igrzyskach panamerykańskich w Guadalajarze (2011) oraz złote indywidualnie i drużynowo podczas igrzysk panamerykańskich w Toronto (2015).
Na mistrzostwach Ameryki w szermierce zdobywała złote medale w turnieju drużynowym w 2007, 2008, 2009, 2010, 2011 i 2012, oraz indywidualnie srebrny medal w 2012 i brązowy medal w 2011.
Była indywidualną wicemistrzynią USA w szabli w 2011.